# Sterculia schlechteri
Sterculia schlechteri är en malvaväxtart som beskrevs av Gottfried Wilhelm Johannes Mildbraed. Sterculia schlechteri ingår i släktet Sterculia och familjen malvaväxter. Inga underarter finns listade i Catalogue of Life.